# Колібрі-вилохвіст
Колі́брі-вилохві́ст (Doricha) — рід серпокрильцеподібних птахів родини колібрієвих (Trochilidae). Представники цього роду мешкають в Мексиці і Центральній Америці.

## Види
Виділяють два види:
- Колібрі-вилохвіст сальвадорський (Doricha enicura)
- Колібрі-вилохвіст мексиканський (Doricha eliza)